# Ana Golja

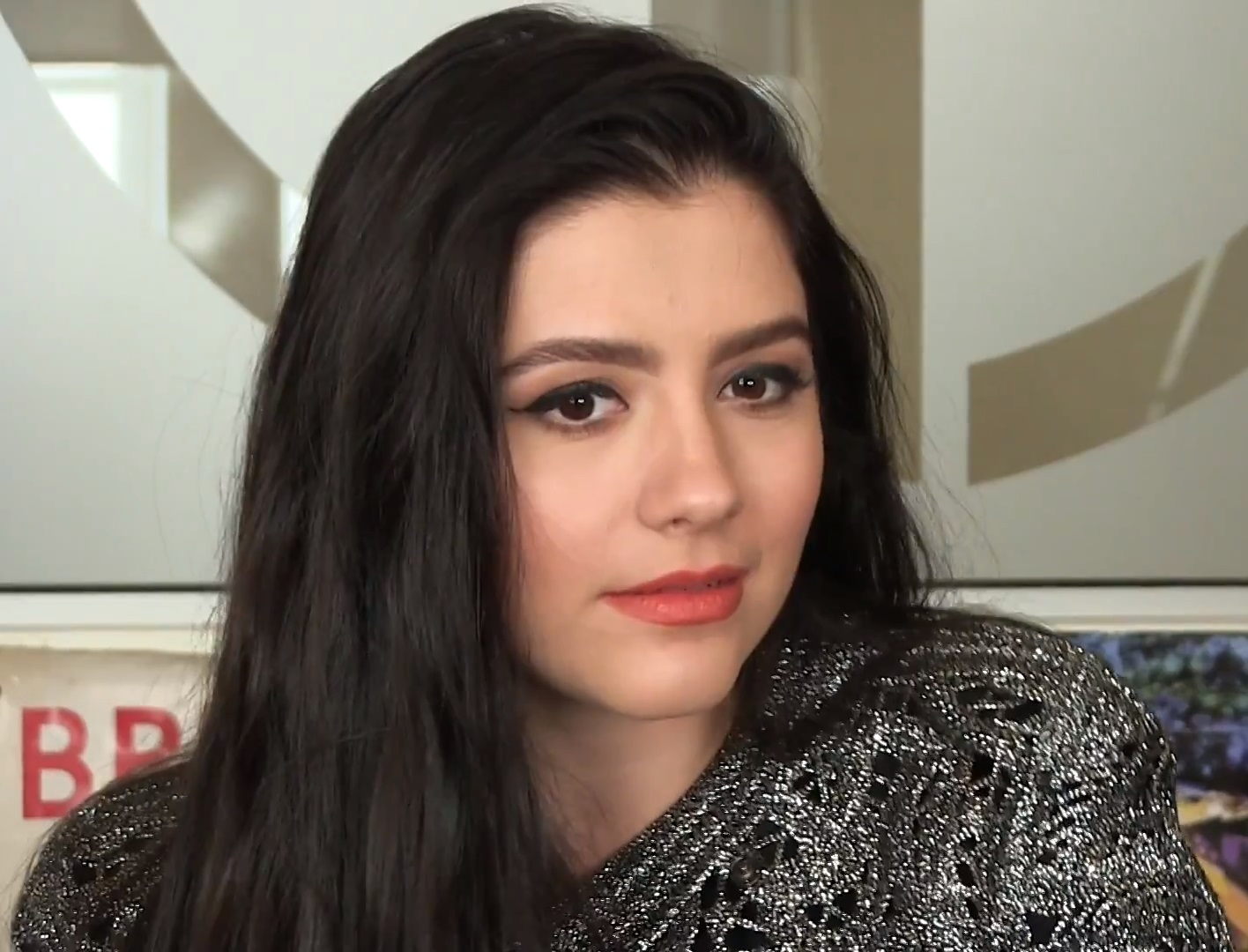
Ana Golja, 2018

Muazana „Ana“ Golja (* 31. Januar 1996 in Mississauga, Kanada) ist eine kanadische Schauspielerin und Sängerin. Sie wurde durch ihre Rolle Zoë Rivas in der Jugendserie Degrassi: Die nächste Klasse und Ariana Berlin in dem Fernsehfilm Full Out bekannt.

## Karriere
Golja begann 2005 ihre Schauspielkarriere als Lucy in der kanadischen Polizeiserie 1-800-Missing. Später hatte sie Neben- und Gastrollen in den Serien Flashpoint und How to Be Indie, bevor sie im Hauptrollencast von Connor Undercover 2010 war. 2011 spielte sie Liz in Clue. 2010 hatte sie in What's Up Warthogs! ihre erste Hauptrolle als Teil der Sitcom. Sie nahm dann an kleineren Projekten und einer Webserie teil, bevor sie die Rolle von Zoe Rivas in Degrassi: Die nächste Klasse 2013 bekam.
Für die Rolle Ariana Berlin wurde sie 2015 für den Canadian Screen Awards nominiert.
Golja nahm den Song „Feel So Good“, produziert von Roy „Royalty“ Hamilton, für den Full Out Soundtrack auf. Seit Januar 2016 arbeitet Golja an ihrem Debüt-EP, das noch nicht veröffentlicht wurde.

## Filmografie
- 2010: Clue
- 2014: En Vogue Christmas
- 2015: Full Out: The Ariana Berlin Movie
- 2015: Dumb Luck
- 2015: Degrassi: Don’t Look Back
- 2017: Love on Ice
- 2020: The Fanatic

## Fernsehrollen
| Jahr | Titel                                               | Rolle                    |
| ---- | --------------------------------------------------- | ------------------------ |
| 2005 | 1-800-Missing                                       | Lucy                     |
| 2008 | Flashpoint                                          | Penny (10 Jahre alt)     |
| 2009 | Franny’s Feet                                       | Panda                    |
| 2010 | What’s Up Warthogs!                                 | Laney Nielsen            |
| 2010 | Connor Undercover                                   | Lily Bogdakovitch        |
| 2010 | The Dating Guy                                      | Little Girl Contestants  |
| 2010 | Vacation with Derek                                 | Isabella                 |
| 2011 | How to Be Indie                                     | Dotty                    |
| 2011 | Little Mosque on the Prairie                        | Betty Sue                |
| 2012 | Super Why!                                          | Synchronstimme / Mädchen |
| 2013 | Degrassi: The Next Generation                       | Zoë Rivas                |
| 2013 | Allein unter Jungs                                  | Cassandra                |
| 2013 | Unlikely Heroes                                     | Ellen                    |
| 2014 | Degrassi: The Next Generation                       | Zoe Rivas                |
| 2014 | Degrassi: On the Set                                | sie selbst               |
| 2014 | Katie Chats                                         | sie selbst               |
| 2015 | It Goes There: Degrassi’s Most Talked About Moments | sie selbst               |
| 2016 | Conviction                                          | Jazmin Peligro           |
| 2016 | Degrassi: Die nächste Klasse                        | Zoe Rivas                |

## Diskografie
- 2015: Full Out: The Ariana Berlin Movie